# Giờ tiêu chuẩn Hàn Quốc
Giờ tiêu chuẩn Hàn Quốc hay Giờ tiêu chuẩn Triều Tiên (tiếng Anh: Korea Standard Time - KST; tiếng Hàn: 한국 표준시 / 조선 표준시; Hanja: 韓國標準時 / 朝鮮標準時; Romaja: Han-guk pyojunsi / Joseon pyojunsi; Hán-Việt: Hàn Quốc / Triều Tiên tiêu chuẩn thời) là múi giờ chuẩn tại Hàn Quốc và là múi giờ thứ chín tính từ UTC (UTC+9:00), có nghĩa là khi vào rạng sáng (00:00) UTC, thì giờ chuẩn Hàn Quốc là 9 giờ sáng (09:00). Hàn Quốc hiện không theo dõi thời gian tiết kiệm ánh sáng ban ngày nhưng đã từng thử nghiệm nó trong quá khứ. Giờ chuẩn Hàn Quốc giống với giờ chuẩn Nhật Bản, giờ chuẩn Đông Indonesia và giờ chuẩn Irkutsk của Nga. Vào ngày 15 tháng 8 năm 2015, Bắc Triều Tiên đã sử dụng Giờ chuẩn Pyongyang, lùi lại 30 phút so với giờ chuẩn Hàn Quốc. Theo trích dẫn của Kim Jong-un điều này được thực hiện để kỉ niệm "Triều Tiên thoát khỏi chủ nghĩa đế quốc Nhật". Sự thay đổi này đã bị đảo ngược từ năm 2018 và Bắc Triều Tiên tiếp tục dùng chung múi giờ với Hàn Quốc.

## Lịch sử
Đế quốc Đại Hàn đã thông qua giờ tiêu chuẩn là 8.5 giờ trước UTC (UTC+8:30). Năm 1912, sau khi Triều Tiên trở thành thuộc địa của Đế quốc Nhật Bản, chính quyền thực dân đã thay đổi thành UTC+09:00 để phù hợp với giờ chuẩn Nhật Bản. Năm 1954 nó được đổi lại thành UTC+08:30 và sau năm 1961, một lần nữa bị thay đổi thành UTC+09:00.
Bắc Triều Tiên công bố sẽ lùi múi giờ của mình thành UTC+08:30 vào 15 tháng 8 năm 2015, trùng với Ngày Quang Phục, và áp dụng múi giờ chuẩn như năm 1908.
Ngày 5 tháng 5 năm 2018, Bắc Triều Tiên chỉnh lại múi giờ thành UTC+09:00 để cùng thống nhất với Giờ chuẩn Hàn Quốc, theo đó bán đảo Triều Tiên sẽ chỉ còn một múi giờ nhằm thể hiện sự hòa giải sau Hội nghị thượng đỉnh liên Triều vào tháng 4 cùng năm giữa lãnh đạo hai quốc gia.

## Liên kết
- Official Homepage of the Korea Research Institute of Standard and Science Lưu trữ ngày 23 tháng 12 năm 2007 tại Wayback Machine(tiếng Anh)